# Lengenfeld (Germania)
Lengenfeld è una città di 7 013 abitanti  della Sassonia, in Germania.
Appartiene al circondario (Landkreis) di Vogtland (targa V).

## Storia
Il 1º gennaio 1999 alla città di Lengenfeld vennero aggregati i comuni di Schönbrunn e Waldkirchen.